# 마흐디 카밀
마흐디 카밀 실타그(아랍어: مَهْدِيّ كَامِل شِلْتَاغ, Mahdi Kamil Shiltagh, 1995년 1월 6일 ~ )은 이라크의 축구 선수로, 포지션은 미드필더이다. 현재 알탈라바 소속이다.